# Ostichthys brachygnathus
Ostichthys brachygnathus là một loài cá biển thuộc chi Ostichthys trong họ Cá sơn đá. Loài này được mô tả lần đầu tiên vào năm 1993.

## Từ nguyên
Từ định danh brachygnathus được ghép bởi hai âm tiết trong tiếng Hy Lạp cổ đại: brakhús (βραχύς; "ngắn") và gnáthos (γνᾰ́θος; "hàm"), hàm ý đề cập đến phần hàm ngắn của loài này so với các loài Ostichthys khác.

## Phân bố
O. brachygnathus hiện chỉ được ghi nhận tại hai vị trí: đảo Guam và đảo Saipan (đều thuộc quần đảo Mariana). Loài này được tìm thấy ở vùng nước có độ sâu trong khoảng 230 m.

## Mô tả
Chiều dài cơ thể lớn nhất được ghi nhận ở O. brachygnathus là 15,6 cm. Thân có màu đỏ tươi; vảy cá nhạt màu hơn ở trung tâm và sẫm đỏ hơn ở rìa.
Số gai ở vây lưng: 12; Số tia vây ở vây lưng: 12; Số gai ở vây hậu môn: 5; Số tia vây ở vây hậu môn: 9; Số tia vây ở vây ngực: 16; Số gai ở vây bụng: 1; Số tia vây ở vây bụng: 7; Số vảy đường bên: 27.